# حرف كاليفورني
الحُرْف الكاليفورني نوع نباتي يتبع جنس الحُرْف من الفصيلة الصليبية.

## الموئل والانتشار
موطنه غرب الولايات المتحدة من ولاية واشنطن إلى أوريغون وكاليفورنيا وولاية باخا كاليفورنيا في المكسيك.

## الوصف النباتي
النبات عشبي معمر ارتفاعه حوالي 30 سم.